# شچینکو (استان کویافسکو-پومورسکی)
شچینکو (به لهستانی:  Sicienko) یک روستا در لهستان است که در گمینا شچینکو واقع شده‌است. شچینکو ۶۵۳ نفر جمعیت دارد.